# Euthycerina vittithorax
Euthycerina vittithorax är en tvåvingeart som beskrevs av Malloch 1933. Euthycerina vittithorax ingår i släktet Euthycerina och familjen kärrflugor. Inga underarter finns listade i Catalogue of Life.